# Кэздан, Джейк
Джейк Кэздан (англ. Jake Kasdan; род. 28 октября 1974, Детройт) — американский киноактёр, кинорежиссёр, сценарист и продюсер. Сын кинорежиссёра и сценариста Лоуренса Кэздана.

## Ранние годы
Родился в Детройте в семье рекламного копирайтера, а впоследствии известного режиссёра, сценариста и продюсера Лоуренса Кэздана и его жены Мэг (урождённая Голдман). Младший брат — Джон Кэздан (род. 1979), также является кинорежиссёром, сценаристом, продюсером и актёром.

## Карьера
В детском возрасте снялся в трёх фильмах, режиссёром которых был его отец, Лоуренс Кэздан.
За работу над фильмом «Взлёты и падения: История Дьюи Кокса» был номинирован на премии «Золотой глобус» (2008) и «Грэмми» (2009).

## Личная жизнь
Женат на музыканте Инаре Джордж. Трое детей — Отис, Бью и Лорелай.

## Фильмография

### Актёр
- Большое разочарование (1983)
- Сильверадо (1985)
- Турист поневоле (1988) — Скотт Кэнфилд

### Режиссёр
Кино
- Нулевой эффект[англ.] (1998)
- Страна чудаков (2002)
- Телевизор (2006)
- Взлёты и падения: История Дьюи Кокса (2007)[4]
- Очень плохая училка (2011)
- Домашнее видео: Только для взрослых (2014)
- Джуманджи: Зов джунглей (2017)
- Джуманджи: Новый уровень (2019)
- Миссия: Красный (2024)

Телевидение
- Хулиганы и ботаны (первые два эпизода; 1999)
- Grosse Pointe[англ.] (4 и 5 эпизод; 2000)
- Неопределившиеся (первый эпизод; 2001)
- Cracking Up[англ.] (2004)
- Californication (19 эпизод; 2008)
- Новенькая (1, 2, 4, 11, 37, 44, 49 эпизод; 2011—2013)
- Чудаки-одиночки[англ.] (1 и 2 эпизод; 2015)
- Гриндер (1 и 2 эпизод; 2015)
- Трудности ассимиляции (3 эпизод; 2015)

### Продюсер
- Все оттенки Рэя[англ.] (2008)
- Дети сексу не помеха (2012)
- Безмолвный (телевизионный сериал; 2016 — настоящее время)